# BE A MAN
『BE A MAN』（ビー・ア・マン）は、日本のロックバンド・ミサイルイノベーションが2006年7月5日にtearbridge recordsから発売した1枚目のオリジナルアルバムである。

## 内容
前作『ミサイルイノベーション』から約1年ぶりにして、初のオリジナルアルバム。

## 収録曲
| 全作詞・作曲: 大渡亮。 |                      |           |            |                                  |      |
| #                      | タイトル             | 作詞      | 作曲・編曲 | 編曲                             | 時間 |
| 1.                     | 「SUPABADD」         | 大渡亮    | 大渡亮     | ミサイルイノベーション           | 4:02 |
| 2.                     | 「Here we go!」      | 大渡亮    | 大渡亮     | ミサイルイノベーション           | 4:08 |
| 3.                     | 「踊ろよハニー」     | 大渡亮    | 大渡亮     | ミサイルイノベーション、亀田誠治 | 4:29 |
| 4.                     | 「Be a man」         | 大渡亮    | 大渡亮     | ミサイルイノベーション           | 4:29 |
| 5.                     | 「遊びに行こうよ」   | 大渡亮    | 大渡亮     | ミサイルイノベーション           | 4:12 |
| 6.                     | 「Flying high」      | 大渡亮    | 大渡亮     | ミサイルイノベーション           | 3:47 |
| 7.                     | 「777」              | 大渡亮    | 大渡亮     | ミサイルイノベーション           | 4:49 |
| 8.                     | 「Fit」              | 大渡亮    | 大渡亮     | ミサイルイノベーション           | 3:37 |
| 9.                     | 「ヒトリゴト」       | 大渡亮    | 大渡亮     | ミサイルイノベーション           | 5:02 |
| 10.                    | 「ジューシーな日々」 | 大渡亮    | 大渡亮     | ミサイルイノベーション           | 3:44 |
| 合計時間:              | 合計時間:            | 合計時間: | 42:19      |                                  |      |

### 解説
1. SUPABADD
2. Here we go!
2ndシングルの表題曲。
3. 踊ろよハニー
1stシングルの表題曲。
4. Be a man
今作の表題曲。
5. 遊びに行こうよ
6. Flying high
7. 777
8. Fit
9. ヒトリゴト
10. ジューシーな日々

## タイアップ
- テレビ東京系列アニメ『capeta』3代目エンディングテーマ (#2)